# جيوفري توماس
جيوفري توماس (بالإنجليزية: Geoffrey Thomas)‏ هو شخصية أعمال أسترالي، ولد في 11 مارس 1959.